# Judy Reyes
Judy Reyes é uma atriz norte-americana, melhor conhecida pelo seu papel como a enfermeira Carla Espinosa na sitcom Scrubs.
Ela nasceu no bairro do Bronx em Nova York.